# Künstlerfonds des Süddeutschen Rundfunks
Der Künstlerfonds des Süddeutschen Rundfunks war eine von 1951 bis ca. 1983 aktive freiwillige Initiative der Stuttgarter Rundfunkanstalt zur Unterstützung von Künstlern, die in der Zeit des Nationalsozialismus (1933–1945) aus rassischen oder politischen Gründen verfolgt wurden und ins Ausland emigriert waren.

## Geschichte
Der Süddeutsche Rundfunk (SDR) war von 1949 bis 1998 die Landesrundfunkanstalt für den nördlichen Teil Baden-Württembergs. Hauptsitz war Stuttgart. Sein Nachfolger ist der Südwestrundfunk (SWR). Der Fonds wurde am 1. September 1951 gegründet. Ihm flossen Erlöse aus dem damals neuen „Werbefunk“ zu. Es war eine freiwillige Leistung der ARD-Anstalt.
Zweck des Fonds war es, Not leidende deutsche Kulturschaffende im Ausland zu unterstützen. Dazu zählten Musiker, Komponisten, Tänzer, Maler, Bildhauer, Fotografen, Theater- und Filmleute, Schriftsteller, Journalisten, Forscher und Gelehrte. Ein hoher Prozentsatz der Stipendienempfänger waren jüdische Künstler, vor allem in den USA.

Für die Verteilung der Mittel wurden „Richtlinien für die Verteilung von Mitteln aus dem Künstlerfonds des Süddeutschen Rundfunks“ aufgestellt. In der Fassung vom 8. Oktober 1951 hieß es:
„In der Zeit zwischen 1933 und 1945 haben viele Künstler, die in ihrem Schaffen mit dem Rundfunk verbunden waren, aus rassischen und politischen Gründen Deutschland verlassen und im Ausland eine neue Existenz gründen müssen. Manchem ist das gelungen. Viele aber haben in der neuen Heimat nicht festen Fuß fassen können und stehen in höherem Alter vor großen Schwierigkeiten […] [So will der SDR] „dazu beitragen, das geschehene Unrecht wieder gut zu machen, indem er diesem Personenkreis, also Schauspielern, Musikern, Sängern, Komponisten und Autoren, soweit sie in Not sind, hilft.“
Sein Initiator und Gründer war der SDR-Verwaltungsdirektor Friedrich Müller. Die Vorschläge und Begründungen wurden über in der Künstlerszene gut vernetzte Vertrauensleute bereitgestellt, etwa Rudolf Pechel oder Karl Adler. Über die Verteilung entschied ein Ausschuss, der am 5. Februar 1952 erstmals tagte.
Jedes Jahr zahlte der Fonds „Ehrengaben“ in einer Gesamtsumme von 48.000 DM aus, jeweils in persönlichen Stipendien zu 300, 500 oder 600 Mark, in Ausnahmefällen auch höhere Summen. In den ersten zwölf Jahren zahlte der Künstlerfonds etwa 680 Stipendien aus. Die damals bedeutende Summe und hohe Zahl der Empfänger „dürften die Aktion zu einem der größten nicht staatlich organisierten Wiedergutmachungsvorhaben in Deutschland gemacht haben“, konkludiert der Exilforscher Matthias Pasdzierny.

## Empfänger der Ehrengabe (Auswahl)
- Stefan Auber
- Max Barth
- Else Bassermann
- Walter A. Berendsohn
- Paul Celan (Annahme verweigert)
- Benedikt Fred Dolbin
- Alfred Döblin
- Erich Fried
- Rosy Geiger-Kullmann
- Oskar Maria Graf
- Kurt Hiller
- Ernst Kanitz
- Erich Katz
- Theodor Kramer
- Bruno Krauskopf
- Rudi Lesser
- Richard May
- Walter Mehring
- Ludwig Meidner
- Ludwig Misch
- Ernst Morgan
- Rudolf Nelson
- Jacob Picard
- Lili Réthi
- Nelly Sachs
- Hans Sahl
- Heinrich Schalit
- Rosa Schapire
- Vally Weigl
- Conrad Westphal
- Alfred Wiener
- Stephan Wolpe

## Archiv
Das Stuttgarter Unternehmensarchiv in der Hauptabteilung Information, Dokumentation und Archive des Südwestrundfunks und des Saarländischen Rundfunks bewahrt die Akten, Protokolle, Tätigkeitsberichte und Dankschreiben der Exilanten auf. Dort sind Recherchen zu den Preisträgern und dem Auswahlverfahren möglich.